# Давид-Бек (село)
Давид-Бек (ранее — Зейва) — село в Сюникской области Армении, в Капанском районе, в 28 км к северо-востоку от областного центра, у северного подножья Баргушатских гор, в долине реки Кашуни.

## Площадь
Село расположено в укрупненной общине Капан, в 25 км к северо-востоку от города Капан, на высоте 1150 м над уровнем моря. Деревня условно разделена на несколько районов: верхний, нижний, Енгиджя. Рядом с Давид-Беком, на опушке леса, на высоте 1700 м находился дом отдыха Кармракар (Гзлдаш) и дача (эксплуатировалась в годы Армянской ССР). В 3—4 км к северо-западу от дома отдыха находится разрушенная церковь с именем Бердик, развалины села Бердик (Бирдик) Сюникского района Великой Армении. Стоят стены фундамента, выложенные крупными лесными камнями. Предполагается, что это Багки-Андокаберд, который, по мнению Орбеляна, играл оборонительную роль в VII—XII веках.

## История
Входило в состав Зангезурской уезда Елизаветпольской губернии Российской империи под названием Зейва. В советские годы входило в состав Зангезурского района Армянской ССР, а с 1930 года — в состав Капанского района. Переименовано в Давид-Бек в 1949 году. С 1995 года входит в состав Сюникской области Армении.
По мнению некоторых авторов, село было основано в XVIII веке Давид-Беком по указанию нескольких семей, переселившихся из Карабаха. Однако местные жители упоминают, что до этого здесь был населённый пункт под названием Зейва. Здесь была мусульманская постройка (сельчане называют её шейхом), которую заменила красная церковь. Позже, в XIX веке, к селу присоединились жители окрестных сел Тах, Сисаван (Енгиджя), Акн, Хатун, Пакаан, Баг. В 1915 году в селе поселились семьи переселенцев из Васпуракана. По словам жителей села, из Карабаха произошли 7 родов: деранцы, пугусаты, егиазараты, мелкуматы, акуты, мскаматы и терецваты, которые, в свою очередь, имеют ответвления.
В 1919—1921 годах село в основном было окружено турками, с которыми происходили столкновения. В конце осени 1919 года в село приехал Гарегин Нжде и назначил Мосуца Бугдана, руководившего борьбой на месте до приезда Нжде. Первое столкновение произошло в поселке Аин. Тогда Нжде и жители села вытеснили турок из окрестностей села в Ходжанан.
Арам Манукян, один из основателей первой республики, родился в 1879 году в Давид-Беке. Арам из семьи, переселившейся сюда из села Гилиц Мартакертского района в 1750-х годах. Однако их семья переехала из села в Шушу, когда Арам был ещё маленьким. По словам жителей села, причина заключалась в том, что мать вышла замуж во второй раз после смерти отца. Таким образом, Ованнисян сменил фамилию на Манукян. Его именем названа средняя школа Арама Манукяна в селе, а в день 100-летия Первой Республики Армения в селе установлен его бюст.
Село также принимало участие в армяно-азербайджанской войне, подвергаясь бомбардировкам с января 1992 года, в результате чего были повреждены некоторые дома в селе. А в ходе самообороны Карабаха было убито 9 жителей села.

## Население
В 2011 году, по данным переписи РА, постоянное население Давид-Бека составляло 796 человек, нынешнее[когда?] население — 712 человек . Деревня была заселена армянами, население менялось с течением времени.
| Год:            | 1897 | 1926 | 1939 | 1959 | 1970 | 1979 | 1989 | 2001 | 2011 | 2018 |
| Кол-во жителей: | 714  | 761  | 859  | 815  | 931  | 800  | 931  | 809  | 796  | 746  |

## Хозяйство
Население занимается выращиванием зерна, овощей, садоводством, животноводством, а в советские годы — выращиванием табака. В 1981 году в селе был открыт Капанский филиал обувного производственного объединения «Масис» (действовал в годы Армянской ССР). Для орошения построено водохранилище.

## Историко-культурные сооружения
На восточной стороне Давид-Бека находится полуразрушенный морг X века, на той же стороне в 3 км от Давид-Бека находится церковь «Тах» в разрушенном одноимённом селе, жители которого переселились в Давид-Бек в XIX веке.
В 1902 году благотворитель села Геворг Егиазарян построил мост через реку Кашуни, протекающую недалеко от села.
В селе есть церковь Св. Степаноса. Она была построена в 1866 году, на территории, где раньше была деревянная церковь. Святой Степанос был закрыт в советские годы и использовался как склад. Позже усилиями жителей села он был отреставрирован и улучшен.
В селе есть одно святилище, церковь Святой Гаяне, построенная благотворителем села, москвичом Мириком Мнацаканяном. По соседству с церковью меценат построил также зал торжеств.
Рядом с церквями стоит памятник, посвященный героям, принимавшим участие в Отечественной войне. 106 сельчан, принимавших участие в войне, погибли на фронте.
В 2011 году под патронатом Гагика Геворгяна был установлен памятник в память о 9 сельчанах, погибших во время самообороны Карабаха.
В 2018 году, в день 100-летия Первой Республики Армения, в селе по инициативе комитета АРФД «Арам Манукян» и под патронатом бывшего депутата НС Гагика Геворкяна был установлен бюст одного из основателей Первой Республики Армения Арама Манукяна. Есть намерение отремонтировать отцовскую квартиру Арама и превратить в дом-музей. По словам ответственного за юношескую организацию комитета «Арам Манукян» АРФД Капана Ваагна Мовсисяна, армянская община Глендейла пообещала сбор средств на строительство дома-музея, и остаётся только решить вопрос выделения земель.

Церковь Святой Гаяне
Памятник жителям Давид-Бека, погибшим в Арцахской освободительной войне
Памятник участникам Отечественной войны в центре села Давид-Бек
Церковь Святого Степаноса